# 朝歌
朝歌（ちょうか）は、中国古代における衛の首都である。現在の河南省淇県にある。殷墟（河南省安陽市）の南に位置する。
殷（商）を滅ぼした周の武王の弟、康叔封が封ぜられ、衛を樹てた。反乱を起こし二分された殷の遺民の一部を治める目的もあった。
黄河と淇水の中間に位置し、中原の中心部の豊饒な土地であった為、春秋戦国時代には係争の的となった。耿、斉、晋、魏などが代わる代わる領有したが、最終的には秦に攻め取られた。
漢代には河内郡朝歌県が、魏代には朝歌郡が置かれ、元代には淇州、明代には今の淇県と改名された。